# ウォッチメン
『ウォッチメン』（原題: Watchmen）は、DCコミックスより出版されたアメリカン・コミックス、グラフィックノベル。1986年から1987年にかけて全12巻のリミテッド・シリーズとして出版され、1987年には全1巻にまとめられ単行本化された。作者は、ライターのアラン・ムーア、作画のデイブ・ギボンズ、カラリストのジョン・ヒギンズ。
日本では、1998年にメディアワークスより、石川裕人、秋友克也、沖恭一郎、海法紀光による訳書『WATCHMEN』が刊行された。その後、長らく絶版状態であったが、2009年2月28日に小学館集英社プロダクションより再刊された。

## 概要
作者のアラン・ムーアは新たにスーパーヒーローを創造するにあたり、現代の不安を反映させてスーパーヒーローの概念を脱構築することを試みた。ムーアは主要人物を6通りの「反社会性」を表現するキャラクターとして創造し、そのいずれが最も道徳的に理解可能であるかの決定は読者に委ねている。本作の主要登場人物は、1980年代初頭にDCがチャールトン・コミックから権利を取得した一連のスーパーヒーローが原型となっている。なお、本作ではコスチュームを着て犯罪と戦う者を「スーパーヒーロー」と呼んでおり、多くのヒーローがいわゆる「超人的な能力」を持っていない。
本作はヒーローコミックであると同時に、スーパーヒーローが実在するアメリカの社会を想定した歴史改変SFでもある。1938年に初めてスーパーヒーローが姿を現したことで分岐点が発生し、作中では世界が彼らの存在により以下のような劇的な影響を受けていることが示される。
- 科学技術が大幅に発展、電気自動車や飛行船が一般的な乗り物として普及している。
- 1971年、ベトナム戦争でアメリカ合衆国が勝利。
- ウォーターゲート事件は発覚することなく、リチャード・ニクソンが1985年10月まで大統領を務める。
- ソビエト連邦のアフガニスタン侵攻が現実の約6年後に発生する。
- 物語の舞台となる1985年には、アメリカとソビエトは第三次世界大戦に向け危機的な状況にある。

物語の開始時点では、1977年に「キーン条例」と呼ばれる法律が制定されてスーパーヒーローによる自警団活動が非合法となったことを背景に、スーパーヒーローという存在は既に警察や民間人から敵対されるようになっている。そのため、ヒーローの多くは引退しているが、「Dr.マンハッタン」と「コメディアン」とはアメリカ政府が認可したエージェントとして活動している。特にDr.マンハッタンの存在はアメリカにソビエトを上回る戦略的優位性を与えており、両国間の緊張を高めている。物語はコメディアンが何者かによって殺害される場面から始まる。
本作は12の章から構成され、第1章は矢印のような血痕が付着したスマイリーフェイスマークのバッジの極端なクローズアップから始まる。この血痕の形のイメージは物語を通じて何度も繰り返され、第2章以降は11時49分から始まり深夜0時0分に至る世界終末時計を彷彿とさせる黄色い時計の文字盤から始まる。各章のタイトルは章の終りで示される引用文からの抜粋であり、この引用文ではその章での出来事が暗示される。最終章を除く各章末には、キャラクターの背景設定や彼らによって世界が受けた影響を様々な側面から記述する架空の文書が含まれている。これらの作中内資料は引退したスーパーヒーローの自伝や新聞記事、雑誌のインタビュー記事、警察資料、精神科医の報告書などからの抜粋という形式をとっており、『ウォッチメン』の世界を知るのに有効であると共に世界観にリアリティを与えている。
タイトル及びテーマは、ユウェナリスの『風刺詩集』第6篇「女性への警告」からの抜粋Quis custodiet ipsos custodes?に由来する。
- ラテン語（原語）

- 英訳

- 日本語訳

## 制作背景
1985年、DCコミックスはチャールトン・コミックから一連のキャラクターの権利を取得した。当時ムーアは、かつて1980年代初頭に『ミラクルマン』シリーズで行ったように、自らの手で改革可能なキャラクターを登場させたストーリーの執筆を考えていた。アーチー・コミックの前身MLJコミックのマイティ・クルセイダーシリーズがこの計画に使用できるかもしれないとムーアは考えており、星条旗をモチーフにしたコスチュームを身にまとった愛国ヒーローで、FBIの諜報員でもあるザ・シールドの死体が港湾で発見される事から始まる殺人ミステリーのプロットを温めていた。読者に見覚えのあるキャラクターを使うことで、「読者がこれらのキャラクター達にリアリティを感じ、大きな驚きと衝撃を受け」さえすれば、最終的に使用するキャラクター達は誰であろうと構わないとムーアは思っていた。ムーアはこの着想を用いてチャールトンのキャラクターを登場させた企画書『Who Killed the Peacemaker』（『誰がピースメーカーを殺したか』）を作り上げ、DCの編集長ディック・ジョルダーノにいきなり送り付けた。ジョルダーノはこの企画を採用したが、チャールトンのキャラクターを使用するという案には反対した。ムーアは「金のかかったキャラクター達が、死んだり役立たずにされて終わってしまう事に、DCは気付いたんだ」と述べている。ジョルダーノはその代わりに、オリジナルキャラクターを使用して企画を作り直すようムーアを説得した。最初のムーアはオリジナルのキャラクターでは読者の感動は引き起こせないと考えていたが、後に考えを改めた。ムーアは「結局、私が代用となるキャラクターを充分に描写すれば、彼らはある意味で見慣れた存在となり、彼らの外見はある種のスーパーヒーロー一般を思い起こさせる物となる事に気付いた。そして、それはうまくいった」と述べた>。
過去の作品でムーアと組んだ経験のあるアーティストのデイブ・ギボンズは、ムーアがある読み切り作品の構想に取り組んでいる事を聞き付けた。自分も参加したいと述べたギボンズに、ムーアはストーリーの概略を送った。ギボンズはジョルダーノにムーアが企画したシリーズの作画を手掛けたいと伝えた。ジョルダーノはギボンズにムーアの意向はどうかと尋ね、ギボンズがムーアも自分の作画を望んでいると答えた事で、ギボンズは参加することになった。カラリストのジョン・ヒギンズの風変わりな作風を好んでいたギボンズは、ヒギンズをこの企画に誘い入れた。ヒギンズはギボンズの近所に住んでおり、2人は「（作画について）語り合ったり、海を越えて手紙を送りあうよりは親密な近所づきあいをしていた」。ジョルダーノが監修者としての地位に留まる一方で、レン・ウェインが編集者として加わった。ウェインとジョルダーノの両者は企画から距離を置き、やがて企画を離れた。ジョルダーノは「そもそも、アラン・ムーアの校正ができる奴がいるかね?」と述べている。
企画の許可を得たムーアとギボンズは、ギボンズの自宅でキャラクターの創造と、物語内の詳細な社会環境の構築、着想の元となるアイデアについての議論を行った。2人が特に影響を受けたのは、『MAD』誌における『スーパーマン』のパロディ『スーパーデューパーマン』である。ムーアは「我々はスーパーデューパーマンの180度反対を目指した――喜劇的ではなく、劇的な」と語った。ムーアとギボンズは、「全く新しい世界で生きる、懐かしいお馴染みのスーパーヒーロー達」の物語を考え出した。ムーアの意図したのは「ある程度の重厚さと密度を備えた何か。言わば、スーパーヒーロー版『白鯨』だ」と述べた。ムーアは登場人物の名前と説明を思い付いたが、その外見の詳細はギボンズに任せた。ギボンズは敢えてその場でキャラクターのデザインはせず、代わりに「手の空いた時にそれをやった。（中略）おそらくスケッチだけで2、3週間は掛かった」。ギボンズは彼のキャラクター達を描き易いようにデザインした。ロールシャッハが一番お気に入りのキャラクターだったとギボンズは語っている。その理由について「描かねばならないのは帽子だけだ。帽子さえ描ければ君にもロールシャッハは描ける。後はただ顔の輪郭を描いて黒インクの染みを何滴か垂らせば、それでロールシャッハの出来上がりだ」と述べた。
DCの読み切り作品『キャメロット3000』が原因で直面していた出版延期を避けようと、ムーアはすぐさま原作の執筆に着手した。ムーアは第1話の原作を執筆していた時に「私は6話分のプロットしか考えていなかった。我々は12話の作品を契約していたというのに!」と述べた。ムーアが考えた解決策は、物語の本筋と登場人物の過去の出来事を、各話で交互に扱うという物であった。ムーアはギボンズに対して非常に詳細な原作を執筆した。ギボンズは「『ウォッチメン』第1話の原作は、行間のぎっしり詰まったタイプ原稿で101ページはあったと思う。各コマの説明の間に空行はなくて、各ページの間にさえ空行がなかった」と回想している。原作を受け取ると、ギボンズはすぐに原稿にページ数を書き込んだ。「もし床に原稿を落としたりしたら、正しい順番に並べなおすのに2日はかかるだろうからね」と語った。作中のセリフとキャプションや具体的な場面描写には、マーカーで印が付けられた。「マーカーで線を引く箇所を見極めるだけでも、ちょっとした一仕事だったよ」と語った。ムーアは詳細な原作を渡していたが、各コマの説明はしばしば「これは君の作画には向かないかもしれない。一番上手くいくやり方でやってくれ」という注意書きで終わっていた。それにも関わらず、ギボンズはムーアの指示を忠実に実行した。ギボンズは『ウォッチメン』世界の視覚化にあたって、ムーア自身も後になるまで気付かなかったような、背景の細かい描写を多数挿入した。ムーアは調査中の疑問や各話に含まれる引用文について尋ねるため、時おり友人であるニール・ゲイマンと連絡を取った。
その意思にも関わらず、1986年11月に、ムーアは制作の遅れを認めざるを得なくなった。第5話がニューススタンドに並んでいる時に、ムーアはまだ第9話の原作を書いていた。ギボンズは制作の遅れの最大の原因は、彼がムーアの原稿を受け取る時の「細切れの受け取り方」だったと述べている。ギボンズによれば制作チームのペースは第4話あたりから遅れがちになり、これ以降、徐々にギボンズはムーアから、「一度に数ページ分の原作しか渡されなくなった。3ページ分の原作をアランから受け取って作画し、それが終わりかけると、アランに電話して言う。『エサをくれ!』するとアランが次の2〜3ページ分か、ひょっとしたら1ページ分、時によっては6ページ分の原作を送ってくる」。締め切りが迫ると、ムーアはタクシーで50マイルを飛ばしてギボンズに原稿を届けた。後半の各話では、ギボンズは時間の節約のために妻と息子にワク線を引くのを手伝わせた。オジマンディアスがロールシャッハの奇襲を防ぐ場面では、ギボンズがセリフを1ページに収め切れなかったため、ムーアはやむなくオジマンディアスによるナレーションを削った。
制作が終りに近付いた頃に、ムーアはこの作品がテレビドラマ『アウター・リミッツ』の一エピソード「ゆがめられた世界統一」（原題：The Architects of Fear）に似通った物となりつつある事に気付いた。ムーアとウェインは結末の変更について論争し、ムーアが勝利を収めたものの、最終話ではこのドラマが作中に登場するテレビの中で放送されているコマがあり、本作が影響を受けた事を、さりげなく認めている。

## あらすじ
1985年10月、ニューヨーク市警はエドワード・ブレイクという男が殺された事件を調査していた。警察は解決をあきらめたものの、条例に反して今もなおヒーロー活動を続けているロールシャッハ/ウォルター・コバックスはさらに調査を継続することにした。ロールシャッハはブレイクの正体が政府に所属するスーパーヒーロー・コメディアンだと知り、「この事件はヒーロー狩りである」という仮説を立て、引退した元相棒の二代目ナイトオウル/ダン・ドライバーグ、超人的な能力を持つが人間性を失いつつあるDr.マンハッタン/ジョン・オスターマンと彼の恋人である二代目シルクスペクター/ローリー・ジュスペクツィク、成功した実業家であるオジマンディアス/エイドリアン・ヴェイトらかつて「クライムバスターズ」として共に戦った仲間たちに警告を発するも、彼の警告を真に受ける者は少なかった。
コメディアンの葬儀後、テレビの討論番組に出演したDr.マンハッタンは、記者のダグ・ロスから自身の身体から発せられる放射線が友人や同僚の癌の原因となっていることを指摘される。Dr.マンハッタン自身もその指摘に困惑する中、アメリカ政府がこれを事実と認めてしまったことで、Dr.マンハッタンは地球を離れることを選び火星にテレポートする。Dr.マンハッタンはアメリカ最大の兵器でもあったため、彼の失踪を好機と見たソビエトはアフガニスタンに侵攻、世界情勢は悪化の一途を辿る。さらにオジマンディアスの暗殺未遂事件がおこり、ロールシャッハの懸念が現実味を帯び始める。ロールシャッハはかつてのスーパーヴィランであるモーロック・ザ・ミスティック/エドガー・ジャコビへ接触するなど秘密裏に調査を進めるが、自身も罠にかけられモーロック殺害容疑で投獄されてしまうのだった。
Dr.マンハッタンの失踪により政府の給料を受け取る事が出来なくなったシルクスペクターは、ナイトオウルの家に身を寄せる。成り行きで恋に落ちた2人はコスチュームを身につけて自警団活動を再開する。その中でロールシャッハの説を信じ始めていたナイトオウルはシルクスペクターを説得してロールシャッハの脱獄を手助けする。チームとして本格的にヒーロー活動を始めようとしていた３人だったが、火星の旅を経て自分の人生を振り返ったDr.マンハッタンが現れ、シルクスペクターに対して彼女が人類の運命を握っていると詰め寄り、彼女を伴って再び火星にテレポートする。2人の口論がやがて人間の価値についての議論に発展する中、コメディアンがシルクスペクターの母親であるサリー・ジュピター（初代シルクスペクター）に対するレイプ未遂事件を起こした数年後、合意の下で性行為を行ったこと、コメディアンはシルクスペクターの生物学的な父親であるという事実が明らかになる。人間の感情や人間関係の複雑さ、そして人間の誕生の奇跡性を反映したこの発見は、Dr.マンハッタンに人間への関心を再燃させ再び地球に戻ることを決意する。
地球に取り残されたナイトオウルとロールシャッハは調査を続け、Dr.マンハッタンの「犠牲」になった人物が全員、かつて「次元開発社」に勤めていたこと、殺し屋にオジマンディアス暗殺の依頼の仲介をしたのは「ピラミッド宅配会社」だという事を突き止める。これらの関係を調べ上げるためオジマンディアスの力を借りようとヴェイト社へ向かう2人だったが、そこには誰もいない。仕方なくヴェイト社のデータベースにアクセスすると、次元開発社とピラミッド宅配会社はいずれもヴェイト社の子会社であることが判明する。オジマンディアスこそが黒幕である可能性に辿り着いた2人は、南極にあるオジマンディアスの秘密基地「カルナック」の存在も暴き、真実を知るため南極へ向かう準備を進める。この時点でロールシャッハは、それまでの調査記録の全てをまとめた日記を地元の右翼系新聞『ニュー・フロンティアズマン』誌に郵送する。
ナイトオウルとロールシャッハは「カルナック」に到着し、遂にオジマンディアスと対峙する。2人の攻撃を難なく躱したオジマンディアスは自身の計画について語り始める。核戦争による世界の滅亡を憂いていたオジマンディアスは、「地球外からの侵略者」という人類にとっての共通の敵を作る事で敵対する国家同士を結びつけることを画策、自ら巨大なエイリアンを創造し「エイリアンの侵略によりニューヨーク市民の半分が殺された」と偽装するという計画を企てていたのだった。そして、その実現のために強大かつ予測不能なDr.マンハッタンを「放射線による癌」のうわさを流布させて排除し、ロールシャッハによる計画の妨害を警戒して、自らの暗殺未遂を偽装して「ヒーロー狩り」の誤った仮説を補強し、モーロック殺害の罪を着せて逮捕させた。コメディアンは彼の計画に近づき過ぎたため、オジマンディアスによって殺害されたのだった。真実を知り「ともかく、大惨事の前に阻止できて良かった」と安堵の表情を浮かべるナイトオウルに対し、オジマンディアスは「私は昔の漫画本の悪役ではないんだ。妨害される可能性が少しでもあるなら、計画を明かすと思うかね？」「35分前に実行したよ」と言い放つ。
Dr.マンハッタンとシルクスペクターが地球に戻ると、ニューヨークでは悪夢のような大惨事が起こっていた。人々が大量死し、街は崩壊、そして街の真ん中には遺伝子操作によって生み出されたクトゥルフのような巨大な怪物の死骸が横たわる。Dr.マンハッタンは自身の能力が制限されている事に気付き、南極から発せられるタキオンを辿って2人はテレポートする。オジマンディアスは南極に集まった一同に「宇宙から侵略の脅威に直面したアメリカとソビエトは戦争を中止し、共通の脅威に対抗するために電撃的な和解を行った」とのニュース放送を見せ、「やったぞ！」と歓喜の涙を流す。ほとんどの者が世界の平和を守るためにオジマンディアスの陰謀を国民から隠蔽することに同意したが、唯一ロールシャッハのみは「笑わせるな」「世界が滅んでも絶対に妥協はしない」と同意を拒絶する。ロールシャッハはDr.マンハッタンに止められるも「止めたいなら自分を殺すしかない」と言い放ち、Dr.マンハッタンは彼を気化させて殺害する。
オジマンディアスはDr.マンハッタンに「最後には私のしたことは正しかったんだよな？」と聞くが、Dr.マンハッタンは「最後など存在しない」と言い残し、新たに価値を見出した生命を創造するために永久に地球を去る。ナイトオウルとシルクスペクターは新たな身分を手に入れ、恋愛を続ける。
ニューヨークでは『ニュー・フロンティアズマン』誌の編集長が、新しい政治情勢のためソビエトに対する批判的な記事が書けず、記事に2ページ分の穴が空いてしまった事を嘆く。彼は助手に適当な記事を作るよう命令し、助手はクランク・ファイルから記事を見つくろい始める。編集者から「悲惨な人生の中で、せめて一度ぐらい責任を持って意味のある仕事をしてみろ！」と叱責された助手の手が山積みになったクランク・ファイルの頂上にあるロールシャッハの日誌に近づいて物語は終わる。
そして、最終ページでは12時を示した核戦争までの『残り時間』がゼロになった、あるいは核戦争の『可能性』がゼロになった世界終末時計が象徴的に描かれる。

## 登場人物

### クライムバスターズ
ロールシャッハ/ウォルター・ジョゼフ・コバックス（Rorschach/Walter Joseph Kovacs）
本作の狂言回し。違法に活動を続けている唯一のヒーロー。超能力こそ持たないものの、かつて体操競技やアマチュア・ボクシングに才能を見せた身体能力を武器とする。また、己の正義感に異常なまでに忠実であり、その在り方はニーチェの提唱した精神的「超人」に近い。その行動は暴力的であり、少なくとも2件の殺人容疑が掛けられており、正当防衛の殺人が5件はある。1977年にキーン条例が制定された時は、連続強姦魔の死体に「断る！」というメッセージを添えて警察署の前に放置した。
フェドーラの帽子、灰色のスカーフ、茶色のトレンチコート、同様の色の革手袋、紫色のストライプ、全く磨かれていないエレベーターシューズ、そしてロールシャッハ・テストを思わせる意匠のマスクをコスチュームとしている。マスクは白色の生地に挟まれた黒い液体が圧力や熱に反応して流動して模様が変わる「インクブロットマスク」。その他、ガス圧でフックを発射するワイヤーガンと日記を携帯しており、捜査状況や自警活動の内容を記録している。
正体は身長167cm、体重64kgの赤毛で無表情な男性として示される。無職であり、普段は「The End is Nigh（終末は近い）」と書かれた看板を持って街中を徘徊している。彼は自身の醜い顔の代わりに、覆面を「本当の顔」だとしている。風呂に入らず、洗濯もせず、部屋も掃除しないため、非常に不潔（本人は全く改善する気はない。）。また、激しい右翼主義者であり、幼少期の経験から女性や性行為に嫌悪感を抱いている。
幼少期を貧しい母子家庭で育ち、売春で生計を立てていた母親からは虐待を受けていた。その後自身が起こした暴力沙汰がきっかけで児童養護施設に引き取られることとなり、そこで様々な分野で才能を見せるとともに社会性の回復も認められ、出所後は縫製工場に勤務する。1964年3月、かつて顧客であった女性（キティ・ジェノヴィーズ）が殺害されたこと、大声で助けを求める彼女を誰も助けようとしなかったことを知ったことで人間の本性は無関心で破廉恥なクズだと悟り、キティのドレスの残骸でマスクを作成、ヒーローとして活動を開始する。
活動開始当初は理性を保った模範的なヒーローであり、1975年以前に犯罪者に重傷を負わせた記録は無く、殺さず拘束した犯人とともにロールシャッハテストの模様を書いたカードを残し警察に引き渡すというスタイルであった。また、1960年代は二代目ナイトオウルとチームを組んでギャングと戦っていた。しかし、1975年に発生したブレア・ロッシュ少女誘拐事件をきっかけに彼は変貌する。容疑者の男を追跡した先の小屋で男が少女を殺して死体を犬に喰わせた証拠を見つけたコバックスは、衝動的に犬の頭を包丁で叩き割り、帰ってきた男に犬の死体を窓から投げつけ、手錠をかけてストーブの灯油を撒き火を放った。人間や社会に対して抱いていたわずかな希望を打ち砕かれたコバックスは「生まれ変わり、無意味な白紙の世界に自分の考えを記そうと決意」、世の中を自らの価値観で極端なまでに善と悪で二分し、悪と見做したものを徹底的に断ずるロールシャッハとなった。
モデルは、スティーブ・ディッコが創造した「ミスターA（Mr. A）」。鋼鉄のマスクに背広とフェドーラ帽を身に付けたミスターAは自分の倫理観に過酷なまでに忠実なクライムファイターであり、彼が現場に残していく「善」の白と「悪」の黒に二分されたカードはいかなる倫理的に灰色の領域も許さないというその信念を象徴している。「このスティーブ・ディッコの典型的なキャラクター―変な名前を持ち、「K」で始まる名字を持ち、奇妙なデザインのマスクを被っている―を再現しよう」と試みたとムーアは語っている。また、同じくディッコによって創造された「クエスチョン（Question）」も、ロールシャッハのモデルとして使用されている。
コミック史研究家のブラッドフォード・W・ライトは、ロールシャッハの世界観とは「彼の名の由来となったインクの染みを用いた心理学テストの様に、黒と白は様々な形を取っても、決して灰色に交じり合う事がない」物だと述べている。ロールシャッハにとって世界は偶然に支配された場所であり、ライトによればこの世界観がロールシャッハに「『モラルの欠落した世界』へ思うがままに『自らデザインした模様を書き殴らせて』いる」理由だという。
Dr.マンハッタン/ジョナサン・“ジョン”・オスターマン（Doctor Manhattan/Jonathan "Jon" Osterman）
イントリンジック・フィールドの実験室で起きた事故により超人的能力を得た、本作における唯一の超人。あらゆる原子を思うがままに操作できる能力を持つ。また、時間を超越しているため自分の体験した過去・現在・未来の事象を全て同時に認識している。その一方で、超人的な能力の影響を受けて徐々に人間性を喪失しているが、その事を周りの人間に理解されていないため、以前の恋人ともすれ違いの後に別れ、現在の恋人であるローリー（二代目シルクスペクター）との仲も悪化しつつあり孤立を深めている。
全身が水色で、体毛が一切ない。額に水素原子をモチーフにしたマークを描いている。デビュー当初は黒いボディスーツを着用していたが、年月を経るにつれて面積が減少し、レオタード状、パンツ、ビキニパンツとなり、最終的には全裸となる。
キーン条例制定後もベトナム戦争を勝利に導いた功績に加え、ソビエトに対する抑止力、国防の要として活動が許可された。その技術によってアメリカの文明は大きく発展しており、現代を凌ぐほどの数々の新技術が存在する。これは他のスーパーヒーローの装備品にも影響を及ぼしている。
モデルは「キャプテン・アトム（Captain Atom）」である。キャプテン・アトムはロケットの爆発事故で原子分解された事からスーパーパワーを手に入れたヒーローで、自分の持つ核エネルギーを周囲の人間に警告する原子マークのコスチュームを着用している。ムーアの原案上では、キャプテン・アトムは核戦争の恐怖を体現するキャラクターであったが、ムーアはDr.マンハッタンに対しては、彼がキャプテン・アトムで考えていた時以上の「量子力学的スーパーヒーロー」の要素を付け加えている。
また、当時のスーパーヒーローが彼らのオリジンに対して科学考証を欠いていたのに対し、ムーアはDr.マンハッタンの構築に当たって原子核物理学と量子力学に関する考証を試みた。ムーアは、量子力学的宇宙に生きる人物は遠近法的な視点で時間を知覚せず、それは彼の人間関係の受け取り方に影響を及ぼすであろうと考えたが、『スタートレック』のスポックの様な無感情なキャラクターを創造するのは避けたいと望み、Dr.マンハッタンにある程度の「人間的な習慣」を残すことで、そこからストーリーが進むにつれ徐々に人間性を失っていく様を描いた。
ギボンズはムーアに対し、かつて自身が創造した全身青色のキャラクター「ローグ・トルーパー（Rogue Trooper）」を基に、Dr.マンハッタンの皮膚の色調にはそのモチーフを再利用しようと提案、ムーアはその提案を採用した。それにより、ギボンズはコミックの色彩設計の中でDr.マンハッタンが取り分けユニークなキャラクターになったと語っている。一方のムーアは、DCが全裸の登場人物を許可するかどうか確信が持てず、Dr.マンハッタンの描写には苦心した事を回想している。ギボンズはマンハッタンの全裸を上品に作画する事を試み、正面を描くタイミングを慎重に選択し、読者がすぐにはそれと気付かないような、ギリシャ彫刻風の、「慎み深い」男性器を彼に与えたとしている。
1989年にサム・ハムが執筆した未採用の映画脚本では、ヴェイトの最終目的を「過去のオスターマンを殺害しDr.マンハッタンの出現を防ぐこと」としており、Dr.マンハッタンがヴェイトを殺害した時に歴史は変更され、オスターマンはDr.マンハッタンに変貌しない事になる、というストーリーであった。
コメディアン/エドワード・モーガン・ブレイク（The Comedian/Edward Morgan Blake）
キーン条約の制定後に活動している政府公認のヒーロー。「ミニッツメン」の発足当時からヒーローとして活動しており、当初はギャングと戦っていたが、太平洋戦争とベトナム戦争に従軍して政府にコネを作り、イランアメリカ大使館人質事件を解決するなど工作員として活動していた。また、ウォーターゲート事件を追跡していた記者を殺害し、ジョン・F・ケネディを暗殺した張本人であることが示唆されている。失踪したフーデッド・ジャスティスの行方を追う任務にもついており、公式には失敗したと記録されているが、発見し殺害した上で成果を偽ったとも推察されている。
自らの暴力衝動を満たす為にヒーローとなるような過激で粗暴な人物だが、それ故に「20世紀という時代のパロディ」となることを選んだ。かつてサリーをレイプしようとした事があり、ホリス・メイソン（初代ナイトオウル）の自伝でそれが暴露された。そのためローリーから敵視されているが、その事件後合意の下で性行為を行っており、その際にできた子供が後のローリーであることが明かされる。
ミニッツメン時代のコスチュームは顔をドミノマスクで隠した薄い布の黄色いコスチュームだった。任務中に負傷した後、革製のフルフェイスマスクと星条旗をアレンジした革製のボディアーマーに変更している。また、スマイリーフェイスマークのバッジを愛用しており、コメディアンの血に汚れたバッジは本作のシンボルである。
死亡する約1週間前、任務からの帰還途中地図上に記載されていない島を発見し、反政府組織の拠点であると疑い島に降り立つも、そこで進められるオジマンディアスの計画の全貌を目撃してしまう。オジマンディアスによる「史上最大の悪質なジョーク」を目の当たりにしたコメディアンは精神のバランスを崩し、モーロックのもとを訪れ怒り涙する。そして、その一部始終を監視していたオジマンディアスに殺害されてしまう。
コメディアンの原型となっているのは、チャールトン・コミックに登場する平和の為なら暴力も厭わないという主義を持つスーパーヒーロー「ピースメーカー（Peacemaker）」であり、更にマーベル・コミックのCIA諜報員ヒーロー「ニック・フューリー（Nick Fury）」の要素が加えられている。ムーアとギボンズは、コメディアンを「巨体と怪力を与えられたジョージ・ゴードン・リディ的なキャラクター」と考えていた。
二代目ナイトオウル/ダニエル・“ダン”・ドライバーグ（Nite Owl II/Daniel "Dan" Dreiberg）
フクロウをモチーフにしたコスチュームを身に纏うヒーロー。かつてはロールシャッハの相棒として活躍していたが、キーン条例の制定と共に引退していた。引退後は鳥類に関する論文を科学誌に寄稿している。また、先代のホリス・メイソンやロールシャッハとの間には友人関係が続いている。
子供の頃から騎士物語やヒーローに憧れており、銀行家であった父の遺産で装備を整え、メイソンが引退すると許可を取り名前を襲名してデビューした。ステルス機能に加えて火炎放射器やミサイル、機関砲を搭載した飛行船オウルシップ・アーチー、小型レーザー、ホバーバイク、各種防護服、暗視ゴーグルを使用する。また、ベルトには様々な装備品が収納されたポーチが備わっており、リモコンを使ってアーチーを遠隔操作することなども可能。
自ら引退の道を選んだものの、未だ情熱を抱き押さえ込んでいたためインポテンツであったが、ローリーとの再会などを経てヒーロー活動を再開するにつれてかつての輝きを取り戻す。
モデルは「二代目ブルービートル/テッド・コード（Blue Beetle II/Ted Kord）」。コードは先代であるダン・ギャレット（Dan Garrett）の遺志を受け継ぎ、二代目ブルービートルとして、昆虫型の飛行船を乗り回し、自ら発明した武器を手に戦うヒーローだった。正体が新人警官である先代のギャレットは、初代ナイトオウルであるホリス・メイソンのモデルにもなっている。リチャード・レイノルズは自著『Super Heroes: A Modern Mythology』において、ナイトオウルの行動様式にはDCの「バットマン」とより大きな共通点が見られると述べている。ジェフ・クロックによれば、ドライバーグの普段の姿は「中年に達した性的不能のクラーク・ケントを連想させる」。ギボンズはドライバーグを「自分の趣味に過度に没頭する、漫画マニアの少年」だと考えていた。
オジマンディアス/エイドリアン・ヴェイト（Ozymandias/Adrian Veidt）
卓越した頭脳を持ち、世界で最も賢い男と呼ばれる。優れたアスリートでもあり、その身体能力は至近距離で発射された銃弾を素手で受け止められるほど高い。金色のヘッドバンド、マント、胸飾りのついたチュニックというコスチュームを着用。現役時代はドミノマスクで顔を隠していたが、引退後にコスチュームを着る際には素顔のままである。
かつてはアレキサンダー大王に憧れてユーラシア大陸を放浪したが、彼が失敗した事を悟ると今度はラムセス2世に学んだ。名前の「オジマンディアス」は、ラムセス2世のギリシャ語名にちなんだものである。キーン条約の制定以前に人気を保ったまま引退したため市民から賞賛されている人物でもあり、その知名度を活かしてヴェイト社を世界的企業にまで成長させた。
南極に巨大な秘密基地「カルナック」を保有しており、Dr.マンハッタンの発明品を実用化して様々な研究へと投資することでアメリカを発展させている。この成果でもある遺伝子操作で生み出された猫科の動物ブバスティスを伴っており、これは現役時代には存在していなかったが、オジマンディアスのアニメなどでは共に活躍しているなど、彼のトレードマークとして認識されている。
その頭脳により世界を滅亡させかねない核戦争の勃発が間近に迫っているという結論を導き出したオジマンディアスは、これを阻止するため「人類にとっての共通の敵」を作る事で敵対する国家同士を結びつけるということを画策する。まず、ヒーローとしての絶頂期に自ら引退することでその後の事業を優位に進め、莫大な富と名声を築き最先端の技術を手にした。さらに計画を進めるための拠点として島を買い上げ、そこへ世界中の優れた科学者や芸術家、超能力者などを結集させ、超能力者の脳髄から培養し膨大な量の情報を組み込んだ強大な脳を移植した巨大なエイリアンを創造しそれをニューヨークへ転送。テレポートされた生物は転送中に死ぬか転送先で爆発するという問題点を活かしてニューヨークを襲い、爆発によって死ななかった者をその爆発によって発生した精神波動の衝撃波によって死に至らせ、衝撃波でも死ななかった者には奇怪な幻覚により精神異常を起こさせる。そしてそれを「エイリアンの侵略によりニューヨーク市民の半分が殺された」と偽装するという計画であった。
モデルは「サンダーボルト（Thunderbolt）」。ヒマラヤのラマ僧院で育てられ古代の賢者の秘術を授けられたキャラクターであり、ムーアは「脳の全領域を使用することで肉体と精神を完全に活用できるようになった」という設定に感銘を受けていた。ギボンズは「ヴェイトの最悪の罪の一つは、ある意味で残りの人類を見下し嘲笑していることなんだ」と述べている。2008年にヴェイトは『フォーブス』誌が選ぶ「架空の大富豪ベスト15」の第10位にランクインした。
二代目シルクスペクター/ローレル・ジェーン・“ローリー”・ジュスペクツィク（Silk Spectre II/Laurel Jane "Laurie" Juspeczyk）
初代シルクスペクターことサリーの娘であり、彼女によってスーパーヒーローとしての英才教育を施されて成長するとシルクスペクターの名を継いだ。しかし、ローリーは「親に押し付けられた」と反発している。また、母親がブレイクを憎んでいない事に対して怒りを抱き続けている。現在は引退してDr.マンハッタンの恋人として同棲しているが、彼の価値観を受け入れる事ができず、関係は悪化している。
黒色のボンデージのようなコスチュームに、透き通った黄色の上着、ハイヒールを着用する。
映画版においてはコスチュームが大きく異なり、黄色と黒のボンデージ風スーツに、長手袋、ロングブーツ。現役時代は、髪型もポニーテールに変えている。
彼女とDr.マンハッタンの関係は、キャプテン・アトムとその恋人「ナイトシェイド（Nightshade）」の関係に似ているが、他の主要人物とは異なり、シルクスペクターはチャールトンに特定のモデルキャラクターを持っていない。登場人物の中に女性ヒーローの必要性を感じたムーアは、「ブラックキャナリー（Black Canary）」や「ファントムレディ（Phantom Lady）」の様なアメコミヒロインから着想を得てシルクスペクターを描いた。IGNで紹介されている2003年に書かれたデビッド・ヘイターによる映画『ウォッチメン』草稿では、ローリーの姓はジュピターであり、コードネームはスリングショットであった。

### ミニッツメン
フーデッド・ジャスティス（The Hooded Justice）
1930年代、コミックブック『スーパーマン』の第一号発売とほぼ同時期に登場した世界最初のコスチュームヒーロー。
1938年10月、カップルを襲った暴漢を撃退したことで新聞に取り上げられると、更にその翌週スーパーマーケットを襲った強盗団をたった一人で鎮圧し「フードを被った正義（The Hooded Justice）」として一躍有名人となり、その時に身につけていた黒いフルフェイスフード、ロープ、赤いケープをコスチュームとしてヒーロー活動を始める。1940 - 1950年代のヒーローブームを生み出し、自身のデビューを機に相次いで活動を始めたヒーローたちと「ミニッツメン」を結成しその一員としても活躍した。1950年代の共産主義者狩りの際、政府からの身分開示要請を拒否して失踪した。
ゲイで極度のサディストでもあり、キャプテン・メトロポリスとは恋人同士だった。しかし、彼の暴力的傾向から倦怠期に陥り破局した。第二次世界大戦以前にはナチスを賞賛する発言もしていたという。フーデッド・ジャスティスの失踪の調査をオジマンディアスが行った際、それを妨害する形でコメディアンが接触、初の敗北を喫した事でオジマンディアスがコメディアンに恨みを抱くきっかけとなった。
正体は、フーデッド・ジャスティスの失踪と同時期に失踪し後に死亡が確認されたサーカスの怪力男ロルフ・ミュラーと推察されるが真偽は不明。ミュラーは移民系の東ドイツ人であり、共産主義者であった。コメディアンのレイプ未遂を阻止した事から、恨みを抱いていた彼に射殺されたとも推察されている。一方、原作コミックス第 1 章P25の四コマ目、レストランでダンとローリーが食事をとるシーンでは、二人の傍に初老の男性カップルが描かれている。一部のファンの中ではこの二人のデザインが似ていることから、死を偽装して引退したロルフ・ミュラーとネルソン・ガードナーではないかという考察がなされた。
『ビフォア・ウォッチメン』ではその正体はロルフ・ミュラーではなく、彼によって虐待を受けて育った息子のジェイコブである事が示唆されている。後にホリスは児童虐待者であるロルフがフーデッド・ジャスティスなのだと誤認して彼を殺害したが、それはコメディアンによって誘導された結果であり、『仮面の下で』におけるフーデッド・ジャスティスに冠する記述の多くがホリスによる偽装であったとされた。ただしこれらは『ビフォア・ウォッチメン』において付け加えられた設定のため、『ウォッチメン』本編における設定というわけではない。
ドラマ版ではその正体は黒人警官ウィル・リーブスであり、人種差別主義者からその素性を隠すために白人ヒーローのふりをしていたが、KKKとの戦いにミニッツメンが協力してくれなかったために引退したと設定された。しかし妻を妊娠させた既婚者であるにも関わらずキャプテン・メトロポリスとも恋人となる両性愛者であるという点や、黒人警官であるウィルが人種差別政策を行うナチスを絶賛すると思えない点、同僚の警官であるナイトオウル1世がまったく正体に気づかなかった点、原作で報復を行ったと思われるコメディアンおよび調査を行った人類最高の天才であるオジマンディアスらも正体を掴めなかった事になる点など、数々の矛盾が生じている。
ナイトオウル/ホリス・メイソン（Nite Owl/Hollis T. Mason）
1930年代に登場した最初期のヒーロー。正義感から警察官となり、コミックブック『スーパーマン』に憧れ、フーデッド・ジャスティスの活躍に影響を受けて自らもヒーローとなった。後にフーデッド・ジャスティス、初代シルクスペクター、コメディアン、キャプテン・メトロポリス、ダラー・ビル、モスマン、シルエットらと共にチーム「ミニッツメン」の創立メンバーとなる。1960年代に自身を時代遅れだと悟って引退し、現在は自動車修理工場を経営している。彼の自伝『仮面の下で（UNDER THE HOOD）』は作中世界におけるヒーローについての重要な資料となっている。
現役時代は手足を自由にした革鎧と鎖帷子のコスチュームを着用。顔はドミノマスクで隠していた。コスチュームを作成する過程で様々な試行錯誤を繰り返しており、端的に『ウォッチメン』のヒーローが如何に現実的で滑稽な存在かを象徴する人物でもある。
シルクスペクター/サリー・ジュピター（Silk Spectre/Sally Jupiter）
マネージャーのローレンス・シュクスナイダーと共にヒーローの商業的価値を見出し、往年の名女優らと並ぶセックスシンボルとしても活躍。ブレイク（コメディアン）によるレイプ未遂やシュクスナイダーとの結婚を機に引退した。娘にヒーローとしての英才教育を施して二代目シルクスペクターとしてデビューさせた。現在はシュクスナイダーと離婚し、カリフォルニアに移住して静養中である。
当初はローリーと同じ黄色と黒を基調としたコスチュームを着用していた。当初は化学知識によって作った爆弾を使っていたが、誤って火傷を負って以来、素手で戦うようになる。この火傷を隠すために片腕だけの長手袋を装着するようになると、事情を知らない市民からはよりエロティックだと評判になった。
キャプテン・メトロポリス/ネルソン・ガードナー（Captain Metropolis/Nelson Gardner）
「ミニッツメン」の発起人。アメリカ軍海兵隊に所属していた経験から、より戦術的、戦略的な方法で犯罪と戦うべきだと考えてヒーローの組織化を模索していた。「ミニッツメン」以降も1966年には新世代のヒーローを集め「クライムバスターズ」を結成する。カナダ空軍の訓練を受けつつ長年に渡ってヒーロー活動を継続するも、1974年に交通事故で死亡した。
頭髪と口元の露出するマスクを着用していた。赤い航空服のようなコスチュームと青いマントを纏っていた。
ダラー・ビル/ビル・ブラディ（The Dollar Bill/William Benjamin "Bill" Brady）
1940年に25歳でデビューしたヒーロー。カンザスの花形運動選手であり、極めて純粋な善人だった。大手銀行のお抱えヒーローとして雇われる。しかし、デザインを重視した実用性の無いコスチュームだったため、1946年に銀行強盗と戦った際、マントが回転ドアに挟まって動けなくなり至近距離で射殺された。
口元の露出するフルフェイスマスクを着用していた。星条旗を思わせる青いスーツ、赤いマント。胸には大きくドルマークが描かれている。
モスマン/バイロン・ルイス（The Mothman/Byron Alfred Lewis）
蛾のような格好をし、大口径の拳銃を駆使して戦うクライムファイター。大富豪の御曹司であり、ヒーローブームを知って暇潰しにスーパーヒーローとなった。精神的に不安定な所があり、1950年代の共産主義者狩りの際に行われた厳しい取調べでアルコール中毒へと陥る。その後、メイン州の精神病院に入院した。
蛾をモチーフにした派手な色彩のコスチュームを着用。背中には巨大な羽が備わっており、これで短距離ならば滑空することが可能だった。
シルエット/ウルスラ・ザント（The Silhouette/Ursula Zandt）
オーストリアの上流階級の出身で、ナチスの迫害から逃れてアメリカに移住した。その出自から、フーデッド・ジャスティスとは仲が悪かった。チャイルドポルノの製作者を摘発するなどの活躍をしていたが、1946年にレズビアンであった事が発覚して「ミニッツメン」のイメージを守る為にチームから追放されて引退する。しかし、6週間後にかつての宿敵リクイデイターに自宅を襲撃され、恋人もろとも殺害された。
胸元のあいた、黒いスーツのようなコスチュームを着用。腰には赤い帯を巻いていた。

### スーパーヴィラン
モーロック・ザ・ミスティック/エドガー・ジャコビ（Moloch The Mystic/Edgar William Jacobi）
かつての有名なヴィラン。
17歳でステージ・マジシャンとしてデビューした後、瞬く間に暗黒街の顔役にまでのし上がった。様々な悪事を働き、ヒーロー達とも幾度と無く対決したが、やがてドラッグや詐欺、売春クラブ経営などの"平凡な"犯罪者に落ちぶれていった。Dr.マンハッタンとも対決したが、最終的にはコメディアンによって逮捕され、懲役刑となる。出所後は犯罪から手を引き、「次元開発社」に勤務。定年退職した今は、小さなアパートでひっそりと暮らしているが、末期ガンを患っている。
ステージの衣装のようなタキシードを着ていた。通常の人間に比べて、若干ながら耳が尖っている。
スクリーミング・スカル
40年代に暗躍したヴィラン。
初代ナイトオウルらと対決したが、最終的に逮捕され、刑務所で服役中に改心した。宗教の道へと進み、結婚して子供を2人もうけた。現在はホリス・メイソンの近所に暮らしており、彼とは住所と電話番号を交換している。
骸骨の覆面とフードを着用していた。
キャプテン・アクシス
40年代に暗躍したヴィラン。
胸に大きく鉤十字の入ったドイツの軍服を着用。原作では片眼鏡、映画版ではガスマスクを装備している。
スペースマン
40年代に登場したヴィラン。
詳細は不明。宇宙服のようなコスチュームを着込み、光線銃（本物かは不明）を使いミニッツメンと対決した。
モブスター
40年代に登場したヴィラン。
詳細は不明。様々なマスクを被った部下を多数引き連れていた。
往年のギャングスターのようなコスチュームであり、ドミノマスクを被っている。
キャプテン・カーネイジ
60年代に登場したヴィラン。
マゾヒストであり、ヒーローに殴ってもらうために宝石店強盗などの犯罪を繰り返していた。最終的にはロールシャッハによってエレベーター・シャフトに投げ落とされたが、その生死は不明。
トワイライト・レディ
60年代に登場した犯罪女王。
違法な売春やポルノなど性風俗関係の犯罪を繰り返しており、二代目ナイトオウルとの間にはロマンスもあったが、最終的に逮捕された。
SMのボンテージコスチュームとバタフライマスクを着けている。武器として鞭を装備していた。
映画版に準拠するゲーム『Watchmen:The End Is Nigh』ではPART2に登場。
ゲームではポルノ映画に出演させるため少女誘拐事件を起こしし、ロールシャッハおよびナイトオウルと対決する。しかし逮捕した彼女の処遇を巡って二人は対立し、決別することになる。
アンダー・ボス
60年代に登場した有名なギャング。ロールシャッハの宿敵。
下水道に拠点を構えていたが、ロールシャッハによって逮捕された。
映画版に準拠するゲーム『Watchmen:The End Is Nigh』ではPART1に登場。凄まじい体力と筋力を持ったギャングのボスで、火炎放射器を駆使して戦う。
ゲームではウォーターゲート事件に関わった記者誘拐事件の黒幕と目され、ロールシャッハおよびナイトオウルと対決するが、真犯人であるコメディアンによって狙撃され、昏睡状態に陥る。
ジミー・ザ・ギミック
60年代に登場したヴィラン。ロールシャッハの宿敵。:
映画版に準拠するゲーム『Watchmen:The End Is Nigh』ではPART1に登場。鍔広帽子にロングコートを身に着けた髭面の細身の男として描写された。
アンダーボスをシンシン刑務所から脱獄させたことでロールシャッハおよびナイトオウルに追跡されるが、コメディアンの手によって重傷を負わされる。しかし二人に救助され、情報を提供する。
キング・オブ・スキン
60年代に登場したヴィラン。ロールシャッハの宿敵。
映画版に準拠するゲーム『Watchmen:The End Is Nigh』では1968年にオジマンディアスによって逮捕された事が言及された。
ビッグフィギュア（Big figure）
60年代に活動していた有名な大物ギャング。
ロールシャッハおよびナイトオウルの活躍によって組織は壊滅して逮捕された。現在は終身刑となってシンシン刑務所に服役中だが、囚人達を配下として自由に振舞っている。
ロールシャッハへの復讐を計画しており、ロールシャッハがシンシン刑務所に収監されたため、囚人の暴動を起こすことで復讐を実行に移した。小人症を患っており、通常の人間の半分ほどの背丈しかない。

### その他の登場人物
| スティーブ・ファイン 刑事。 ジョー・ボークン 刑事。スティーブの同僚。 ジェイニー・スレーター Dr.マンハッタンの元恋人。 ミルトン・グラス Dr.マンハッタンの元上司 ウォリー・ウィーバー Dr.マンハッタンの元同僚。 ダグ・ロス 記者。討論番組にてDr.マンハッタンを糾弾した。 オジマンディアスと懇意にしていた。 ヘクター・ゴッドフリー 編集長。 シーモア 編集者。 マックス・シェア 劇作家。 ハイラ・マニシュ シュールリアリズム画家。 ロバート・デステェインズ 超能力者。遺体から頭部が持ち去られていた。 ノーマン・レイス 前衛建築家 ジェイムズ・トラフォード・マーチ ハードSF作家 リネット・パリー 前衛作曲家 | リチャード・ニクソン 第37代合衆国大統領。 ジェラルド・フォード 合衆国副大統領。 ヘンリー・キッシンジャー 合衆国国務長官。 ゴードン・リディ 大統領側近。 バーナード ニューススタンドの店主。 バーニィ コミック『黒の船』を読む少年。 マルコム・ロング ロールシャッハ担当の精神科医。 グロリア・ロング マルコム医師の妻。 ハッピー・ハリー 場末の酒場のオーナー。 ジョーイ プロメシアン・タクシーの運転手。 アライン ジョーイの恋人。 マイロ プロメシアン・タクシーのマネージャー。 ゴルディアン・ノット社の作業員 マイロの兄。 ダーフ ストリートギャングのリーダー。 ローレンス・シュクスナイダー 初代シルク・スペクターのマネージャー。彼女と結婚したが離婚した。 ジェラルド・アンソニー・グライス ブルックリンの縫製工場の廃墟に暮らす無職の男。1975年に発生したブレア・ロッシュ誘拐事件の犯人。 身代金が取れないとわかるとブレアを殺害し、その遺体を解体。飼育していたフレッドとバーニィという二頭の犬に食わせ隠蔽した。 被害者救出のため廃工場に乗り込んだロールシャッハによって真相を暴かれ、殺害された。 ハーベイ・チャールズ・ファーニス 連続強姦犯として指名手配されていた男。 1977年、キーン条例施行直後にロールシャッハによって殺害され、警察署前に死体が放置された。 ロイ・チェス ヴェイトを襲った殺し屋。毒薬を飲んだように偽装され、ヴェイトによって殺害された。 運び屋によれば腕のたつ殺し屋だったとのこと。 運び屋 ピラミッド宅配会社の社員。上司の貨物主任に頼まれ、ロイ・チェスに依頼の仲介をした。 その他、ロールシャッハを罠にかけるための偽装メッセージを投函している。 |

## 評価
1988年、第1回アイズナー賞にて「Best Writer」「Best Writer/Artist」「Best Finite Series/Limited Series」「Best Graphic Album」などの部門を受賞。同年のヒューゴー賞では、特別部門の「Other Forms」部門に選ばれた。コミック作品では唯一「グラフィックストーリー部門」以外の部門でヒューゴー賞を受賞している。また、2005年にはコミック作品でありながら『タイム』誌の「1923年以降に発表された長編小説ベスト100」に選出されている。
本作は、フランク・ミラーの『バットマン: ダークナイト・リターンズ』やアート・スピーゲルマンの『マウス――アウシュヴィッツを生きのびた父親の物語』などと共に、アメリカン・コミックス史上における「モダン・エイジ」の代表的作品に数えられ、当時「コミック離れ」が進んでいた成人読者を再びこのジャンルに呼び戻した作品であると見なされている。
コミックやアニメーション作品に関するオンライン百科事典『Don Markstein's Toonopedia』を運営するドン・マークスタインは、本作の功績を「『マルタの鷹』が推理小説において行い、『シェーン』が西部劇において行ったことを、『ウォッチメン』はコミックで行った。ジャンル内外のすべての読者に対して豊かな読書体験を提供する読物として、本作以前にはフィクションの低級な形式と見なされていたコミックという出自を超越した。」と表現している。

## 書誌情報

### 日本語訳
- ウォッチメン（主婦の友社刊、1998年10月発売）ISBN 978-4073096900
- ウォッチメン（小学館集英社プロダクション刊[34]、2009年2月発売）ISBN 978-4796870573
- ウォッチメン オフィシャルフィルムガイド（小学館集英社プロダクション刊[35]、2009年2月発売）ISBN 978-4796870580
- ロールシャッハ（小学館集英社プロダクション刊、2023年1月発売）

### 原語版
- Watchmen (hardcover) 2008年11月発売 ISBN 978-1401219260
- Watchmen (softcover) 2014年5月発売 ISBN 978-1401245252
- Watchmen Deluxe Edition 2013年6月発売 ISBN 978-1401238964
- Watchmen Noir 2016年11月発売 ISBN 978-1401265298
- Watchmen Collector's Edition Slipcase Set 2016年11月発売 ISBN 978-1401270346
- Watchmen: The Annotated Edition 2017年12月発売 ISBN 978-1401265564

## メディア展開
2009年にザック・スナイダー監督による映画『ウォッチメン』が全米では2009年3月6日、日本では3月28日に松竹・東急系で公開された。
2012年から2013年にかけて、本作の前日譚となるミニシリーズ『ビフォア・ウォッチメン』全4巻が出版された。
2017年から2019年にかけて、正式な続編となる『ドゥームズデイ・クロック』が全12巻が出版された。原作をジェフ・ジョーンズ、作画をゲイリー・フランクがつとめている。『ウォッチメン』の世界は、長らくDCユニバースとは無関係とされていたが、2016年に刊行された『DCユニバース：リバース』において、両者が地続きであることが示唆され、本作で初めてクロスオーバーし、バットマンやスーパーマンなどが登場する。
2019年には、ドラマ『ウォッチメン』がHBOで放送された（全9話）。コミック版の続編となっているが、『ドゥームズデイ・クロック』とは異なる独自の内容である。日本では2020年にスター・チャンネルで放送され、Amazonプライム・ビデオでも配信された。
2017年7月にワーナー・ブラザースは、R指定となるアニメ映画の製作を発表した。2024年6月13日、ティザー映像が公開され、作品が2部作になることが明かされた。前編である "Watchmen: Chapter I" のリリース日は、デジタル版が2024年8月13日、Blu-rayおよび4K UHD版が8月27日とされた。